# Al-Alaq
Al-Alaq “O Coágulo” (do árabe: العلق) é a nonagésima sexta sura do Alcorão e tem 19 ayats.